# Ali bin Hamud
Ali II bin Hamud Al-Busaid (né le 7 juin 1884 à Zanzibar et mort le 17 décembre 1918 à Paris 7e) est le 8e sultan de Zanzibar de 1902 à 1911, date à laquelle il abdique en faveur de son beau-frère.

## Biographie
Ali bin Hamud naît en 1884 à Zanzibar du sultan Hamoud ibn Mohammed, et porte de naissance le titre de sayyid. Il étudie au Royaume-Uni à la Harrow School.
Ali bin Hamud est proclamé 8e sultan de Zanzibar le 20 juillet 1902, après la mort de son père le sultan Hamoud ibn Mohammed. Le sultanat de Zanzibar est alors gouverné par un régent jusqu'à sa majorité. Une fois obtenus ses pleins pouvoirs, il ne sert cependant que quelques années à cause d'une maladie, et le 9 décembre 1911 il abdique en faveur de son beau-frère Khalifa bin Harub.
Après son abdication, il se retire à Paris où il meurt en 1918. Il est enterré au cimetière du Père Lachaise. Ali bin Hamud avait auparavant épousé Chukwani bin Faisal ibn Turki Al-Busaid, fille du sultan Faisal ibn Turki d'Oman. Ensemble ils ont plusieurs enfants dont la princesse Tohfa bin Alí qui épouse Abdullah bin Khalifa, le 11e sultan de Zanzibar.

## Décorations
- Médaille du couronnement du roi Édouard VII (1902)
- Classe spéciale de l'ordre de l'Osmaniye (1905)
- Grand-croix de l'ordre de la Couronne d'Italie (1905)
- Grand-croix de l'ordre de l'Aigle rouge (1905)
- Grand-croix de l'ordre de l'Immaculée Conception de Vila Viçosa (1905)

## Liens
- Ressource relative aux beaux-arts :   - British Museum
- Notices d'autorité :   - VIAF
  - LCCN
  - WorldCat